# Little Water Boy
"Little Water Boy", ook wel "Waterboy" genoemd, is een liedje van Stevie Wonder en zijn toenmalige mentor Clarence Paul. Het werd in oktober 1962 door Tamla Records als tweede single van Wonder uitgebracht. Hij was toen twaalf jaar oud en werd nog 'Little Stevie' genoemd. Op de B-kant stond het liedje "La La La La La". Een live opgenomen versie hiervan stond op het in 1963 uitgebrachte album Recorded Live - The 12 Year Old Genius. Beide liedjes werden door Paul geschreven, die ook de muzikale productie verzorgde.

## Musici
Onderstaand overzicht is (nog) niet compleet.
- Stevie Wonder – zang, percussie/drums
- Clarence Paul - zang op "Little Water Boy"

## "La La La La La" van The Blendells
Met een vertolking van "La La La La La" bereikten The Blendells in 1964 de 62ste plaats in de Amerikaanse hitlijst. Op de B-kant van hun door Reprise Records uitgegeven single stond het door Andy Tesso geschreven "Huggie's Bunnies". Deze muziek werd opgenomen in The Rhythm Room in Fullerton (Californië) en Billy Cardenas verzorgde de muzikale productie.

## Verwijzingen
1. ↑  Swenson, John (1986). Stevie Wonder, p. 31. Uitg.: Perennial Library, ISBN 9780060970673.
2. ↑  Elsner, Constanze (1977). Stevie Wonder, p. 56. Uitg.: Popular Library, ISBN 9780445043244.
3. 1 2  Love, Dennis; Stacy Brown (2002). Blind faith: the miraculous journey of Lula Hardaway, Stevie Wonder's mother, p. 174. Uitg.: Simon & Schuster, ISBN 9780684869797.
4. ↑  Perone, James E. (2006). The sound of Stevie Wonder: his words and music, p. 1. Uitg.: Greenwood Publishing Group, ISBN 9780275987237.
5. ↑  Dahl, Bill (2001). Motown: the golden years, p. 194. Uitg.: Krause, ISBN 9780873492867.
6. ↑  Candelaria, Cordelia; Peter J. Garcia en Arturo J. Aldama (2004). Encyclopedia of Latino popular culture, p. 138. Uitg.: Greenwood Publishing Group, ISBN 9780313332104.
7. ↑  The Blendells → Charts & Awards op Allmusic. Geraadpleegd op 1 november 2011.